# Jawann Oldham
Jawann Oldham (Chicago, 4 luglio 1957) è un ex cestista statunitense, professionista nella NBA.

## Carriera
È stato selezionato dai Denver Nuggets al secondo giro del Draft NBA 1980 (41ª scelta assoluta).
Con gli Stati Uniti ha disputato le Universiadi di Città del Messico 1979.

## Palmarès
- CBA All-Defensive First Team (1992)
- Miglior stoppatore CBA (1992)